# 톰 레스터
톰 레스터(Tom Lester, 1938년 9월 23일 ~ 2020년 4월 20일)는 미국의 배우, 텔레비전 배우이다.
로럴에서 태어났으며 내슈빌에서 사망하였다. 사인은 파킨슨병이다.

## 영화
- 크리스마스 차일드 (2003년)
- 리틀 고르디 (1995년)
- 코트의 작은 영웅 피스톨 (1991년)
- 인트루더 (1988년)
- 벤지 (1974년)